# Риђа мазама
Риђа мазама (лат. Mazama rufina, рус. Рыжий мазама) је сисар из реда папкара (Artiodactyla) и породице јелена (Cervidae).  

## Распрострањење
Риђа мазама има станиште у Еквадору, Колумбији и Перуу.

## Станиште
Риђа мазама има станиште на копну.

## Угроженост
Ова врста се сматра рањивом у погледу угрожености врсте од изумирања.

## Популациони тренд
Популација ове врсте се смањује, судећи по расположивим подацима.